# カレン・クワン
カレン・クワン＝オペガード（英語: Karen Wingyan Kwan Oppegard、1978年6月1日 - ）は、アメリカ合衆国、トーランスのフィギュアスケート選手（女子シングル）。現在はコーチ兼振付師。
1996年ネーベルホルン杯3位。

## 人物
妹はフィギュアスケート選手のミシェル・クワン。夫は1988年カルガリーオリンピックのペアで銅メダリストのピーター・オペガード。

## 主な戦績
| 大会/年          | 1994-95 | 1995-96 | 1996-97 |
| ---------------- | ------- | ------- | ------- |
| 全米選手権       | 7       | 5       | 7       |
| ラリック杯       |         |         | 7       |
| ネーベルホルン杯 |         |         | 3       |